# Ева Анджелина
Ева Анджелина (на английски: Eva Angelina) е американска порнографска актриса.

## Ранен живот
Родена е на 14 март 1985 г. в Хънтингтън Бийч, щата Калифорния, САЩ. Тя е от смесен етнически произход – кубински, китайски, ирландски и английски.

## Кариера
Започва кариерата си като актриса в порнографската индустрия през 2003 г., когато е на 18-годишна възраст. Първата ѝ секс сцена е във филма „Колежанска инвазия 2“, а партньор ѝ е Мистър Пит.
В началото на 2007 г. снима първата си сцена с анален секс, публикувана ексклузивно на официалния ѝ уебсайт.
Печели титлата на списание Пентхаус за любимец на месец юни 2010 г.
Включена е в класацията на списание „Максим“ – Топ 12 жени звезди в порното, известна и като „мръсната дузина“.
През май 2014 г. получава лиценз за агент по недвижими имоти и започва да се занимава основно с тази дейност, но и продължава кариерата си в порноиндустрията, като снима сцени само с момичета и има участия като екзотична танцьорка в клубове.
В началото на 2016 г. прави отново секс сцена с мъж във филма „Big Anal Asses: Vol. 4“.
Участва във видеоклипа на песента „Бюст“ на рапъра Waka Flocka Flame.

## Личен живот
През декември 2007 г. Ева Анджелина се омъжва за порноактьора и бивш футболист Дани Маунтин, като на 9 декември 2008 г. се ражда дъщеря им Силви Маунтин. Двамата се разделят през март 2009 г.
През 2014 г. получава лиценз за брокер на недвижими имоти.

## Награди и номинации
Носителка на награди
- 2007: NightMoves награда за най-добра актриса (избор на феновете).[16]
- 2008: AVN награда за най-добра актриса (видео) – „Качване“.[17]
- 2008: AVN награда за най-добра соло секс сцена (видео) – „Качване“[17]
- 2008: XBIZ награда за изпълнителка на годината.[18]
- 2008: XRCO награда за най-добра актриса.[19]
- 2010: AVN награда за най-добра групова секс сцена само с момичета.[20]
- 2010: XRCO награда за най-добро завръщане.[21]
- 2010: Пентхаус любимец за месец юни.[22]
- 2011: AVN награда за най-добро закачливо изпълнение – „Car Wash Girls“ (с Алексис Тексас).[23]

Номинации за награди
- 2007: Финалистка за F.A.M.E. награда за любима орална звезда.[24]
- 2007: Финалистка за F.A.M.E. награда за любими гърди.[24]
- 2007: Номинация за CAVR награда за звезда на годината.[25]
- 2007: Номинация за AEBN VOD награда за изпълнител на годината.[26]
- 2008: Номинация за NightMoves награда за най-добра жена изпълнител.[27]
- 2009: Номинация за AVN награда за най-добра секс сцена с тройка само момичета – „Babes Illustrated 17“ (със Сами Роудс и Райдър Скай).[28]
- 2009: Номинация за AVN награда за най-добра групова секс сцена – „Roller Dollz“ (с Ава Роуз, Съни Лейн, Бри Олсън, Ерик Суайс и Майки Бутдърс).[28]
- 2009: Номинация за Hot d'Or награда за най-добра американска актриса.[29]
- 2009: Финалистка за F.A.M.E. награда за орална звезда.[30]
- 2010: Номинация за AVN награда за уеб звезда на годината.[31]
- 2010: Номинация за AVN награда за най-добра секс сцена с двойно проникване – „Извращения“ (с Бен Инглиш и Марко Бандерас).[31]
- 2010: Номинация за XRCO награда за оргазмен аналист.[32]
- 2010: Финалистка за F.A.M.E. награда за любима анална звезда.[33]
- 2010: Номинация за F.A.M.E. награда за любима орална звезда.[33]
- 2010: Номинация за F.A.M.E. награда за любими гърди.[33]
- 2010: Номинация за XFANZ награда за латино звезда на годината.[34]
- 2010: Номинация за AEBN VOD награда за изпълнител на годината.[35]
- 2012: Номинация за AVN награда за най-добра секс сцена с двойно проникване – „Наказване на порнозвезди 2“ (с Джеймс Дийн и Джордан Аш).[36]
- 2013: Номинация за AVN награда за жена изпълнител на годината.[37]
- 2013: Номинация за AVN награда за най-добра групова секс сцена само с момичета.[37]
- 2013: Номинация за AVN награда за най-добра секс сцена с двойно проникване (с Джеймс Дийн и Мистър Пийт) – „Евалюшънъри 2“.[37]
- 2013: Номинация за AVN награда за най-добра секс сцена с тройка (момиче/момиче/момче).[37]
- 2013: Номинация за XRCO награда за най-добро завръщане.[38]
- 2013: Номинация за NightMoves награда за най-добра етническа изпълнителка.[39]

Други признания и отличия
- 2007: Twistys момиче на месец септември.[40]
- 2010: 9-о място в конкурса Мис FreeOnes.[41]